# 大村純鎮
大村 純鎮（おおむら すみやす）は、肥前国大村藩の第9代藩主。

## 生涯
宝暦9年（1759年）8月20日、第8代藩主・大村純保の次男として江戸で生まれた。宝暦10年（1760年）12月16日に父が死去したため、宝暦11年（1761年）2月16日に幼くして家督を継いだ。
寛政元年（1789年）8月より倹約、文武の奨励などを中心とした藩政改革を行い、寛政2年（1790年）に藩校の静寿園を五教館と改称し、藩士だけでなく百姓・町人の入校も認めた。寛政6年（1794年）1月10日、江戸愛宕下の大村藩上屋敷が火災で類焼した。同年、この上屋敷の土地は幕府に収公され、替地として永田町の土地と移転費用が渡された。
享和3年（1803年）1月23日、家督を長男の純昌に譲って隠居した。
文化11年（1814年）7月16日に大村で死去した。享年56。

## 系譜
父母
- 大村純保（父）
- 植村家包の娘（母）

正室
- 留姫 ー 松平容頌の養女、松平容章の娘、後に離縁

側室
- 大村鎮直の養女 ー 京の鉤氏の娘

子女
- 大村純昌（長男）生母は側室
- 大村純文（次男）
- 章姫（三女） ー 織田信美正室
- 板倉勝晙正室
- 酒井忠明室
- 珍子、昵 ー 家臣隈包辰（針尾政納）[2]室

養女
- 酒井忠藎正室 ー 有馬純養[3]の娘